# Parmapharm
Die parmapharm Marktförderungs GmbH & Co. KG ist eine deutsche Apothekenkooperation. Sie wurde 1994 von 19 Apothekern gegründet. 2021 gehören ihr rund 320 selbstständige Apotheken als Gesellschafter an. Die Kooperation erstreckt sich auf die Gebiete Einkauf, Vertrieb, Marketing, EDV und Weiterbildung. Seit 2003 treten die Apotheken unter der Dachmarke „Gesund ist bunt“ auf. Sitz von parmapharm ist Bielefeld. Geschäftsführer von parmapharm sind Thomas Worch und Frank Stuhldreier.